# Luchs (Sternbild)
Der Luchs (lateinisch Lynx) ist ein unscheinbares Sternbild des Nordhimmels.

## Beschreibung

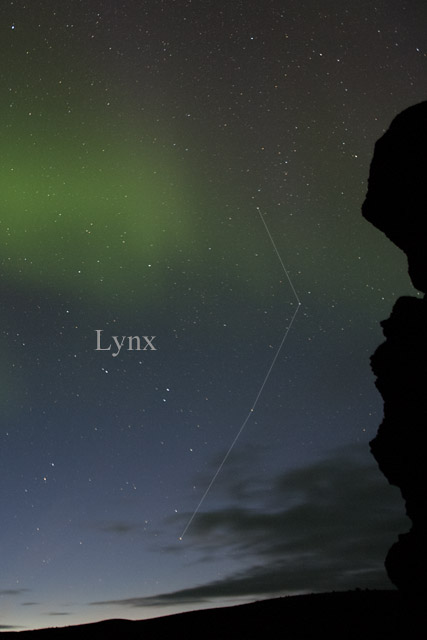
Das Sternbild Lynx, der Luchs, wie es mit dem bloßen Auge erscheint

Der Luchs besteht aus einer Kette von lichtschwachen Sternen. Nur der hellste, α Lyncis, erreicht die 3. Größenklasse. Er ist auch der einzige Stern des Sternbildes, der mit einem griechischen Buchstaben bezeichnet wurde. Die übrigen Sterne werden allgemein mit ihren Flamsteed-Nummern angegeben. Am Himmel ist der Luchs nur schwer auszumachen. Er befindet sich in einem relativ sternarmen Gebiet zwischen dem Großen Bären und den Zwillingen. Der nördliche Teil des Luchses ist zirkumpolar.

## Geschichte
Das Sternbild wurde von dem Danziger Astronomen Johannes Hevelius am Himmel eingeführt und erschien erstmals 1690 in dessen Himmelsatlas. Als John Flamsteed Anfang des 18. Jahrhunderts die Sterne durchnummerierte, existierten noch keine genau definierten Sternbildgrenzen. Diese wurden erst 1930 von der IAU festgelegt. Dabei wurden einige Sterne, die von dem ursprünglichen Sternbild zu weit entfernt waren, neuen Sternbildern zugewiesen. Daher steht der Stern 10 UMa (Ursa Majoris = Großer Bär) heute im Luchs. Umgekehrt steht 41 Lyncis im Großen Bären.

## Himmelsobjekte

### Sterne
| B   | F    | Eigennamen oder andere Bezeichnungen | Scheinbare Helligkeit / Größe (Vmag) | Entfernung (ly) | Spektralklasse |
| --- | ---- | ------------------------------------ | ------------------------------------ | --------------- | -------------- |
| α   | 40   | Alpha Lyncis                         | 3,13m                                | 200             | K6 III         |
| 400 | 38   | 38 Lyncis                            | 3,92m                                | 120             | A1 V           |
| 400 | (10) | HR 3579                              | 3,96m                                | 52              | F3 V + G5 V    |
| 400 | 31   | Alsciaukat                           | 4,25m                                | 390             | K4.5 III       |
| 400 | 21   | 21 Lyncis                            | 4,61m                                | 274             | A0.5 Vs        |

### Doppelsterne
| Objekt  | Größen      | Abstand |
| ------- | ----------- | ------- |
| 38 Lyn  | 3,82m/6,4m  | 2,7"    |
| HR 3579 | 4,11m/6,18m |         |
| 15 Lyn  | 4,35m/10,7m |         |

38 Lyncis ist ein Doppelsternsystem in rund 120 Lichtjahren Entfernung. Die beiden Komponenten sind durch 2,7 Bogensekunden getrennt und können somit bereits in einem kleinen Teleskop aufgelöst werden.
HR 3579 (auch 10 Ursae Majoris) ist ein spektroskopischer Doppelstern in einer Entfernung von etwa über 50 Lichtjahren. Beide Komponenten befinden sich noch auf der Hauptreihe.
15 Lyn ist ein Vierfachsystem. Die beiden hellsten Komponenten - A (4,45m) und B (5,50m) - sind nur in einem großen Teleskop zu trennen, Abstand 0,6" (2009). Zwei schwächere Komponenten, C (12,20m) und D (10,74m), sind 39,8" bzw. 186,6" von der Hauptkomponente entfernt.

### NGC-Objekte
| Messier (M) | NGC   | sonstige | Größe | Typ              | Name        |
| ----------- | ----- | -------- | ----- | ---------------- | ----------- |
|             | 2419  |          | 10,3m | Kugelsternhaufen |             |
|             | 2537  |          | 11,7m | Balkengalaxie    |             |
|             | 2537A |          | 15,4m | Balkengalaxie    |             |
|             | 2683  |          | 10,0m | Galaxie          | UFO-Galaxie |
|             | 2770  |          | 12,0m | Galaxie          |             |